# Вашингтон Тауншип (округ Дофін, Пенсільванія)
Вашингтон Тауншип (англ. Washington Township) — селище (англ. township) в США, в окрузі Дофін штату Пенсільванія. Населення — 2129 осіб (2020).

## Демографія
Згідно з переписом 2010 року, у селищі мешкало 2268 осіб у 889 домогосподарствах у складі 662 родин. Було 929 помешкань
Расовий склад населення:
| - 97,4 % — білих - 0,6 % — чорних або афроамериканців - 0,5 % — азіатів - 0,1 % — корінних американців |

До двох чи більше рас належало 1,3 %. Частка іспаномовних становила 1,5 % від усіх жителів.
За віковим діапазоном населення розподілялося таким чином: 23,8 % — особи молодші 18 років, 59,7 % — особи у віці 18—64 років, 16,5 % — особи у віці 65 років та старші. Медіана віку мешканця становила 42,8 року. На 100 осіб жіночої статі у селищі припадало 97,4 чоловіків;  на 100 жінок у віці від 18 років та старших — 96,1 чоловіків також старших 18 років.
Середній дохід на одне домашнє господарство  становив 75 637 доларів США (медіана — 67 279), а середній дохід на одну сім'ю — 82 837 доларів (медіана — 72 813). Медіана доходів становила 52 361 долар для чоловіків та 40 179 доларів для жінок. За межею бідності перебувало 3,7 % осіб, у тому числі 2,8 % дітей у віці до 18 років та 6,4 % осіб у віці 65 років та старших.
Цивільне працевлаштоване населення становило 1010 осіб. Основні галузі зайнятості: освіта, охорона здоров'я та соціальна допомога — 22,4 %, виробництво — 18,0 %, публічна адміністрація — 11,0 %, фінанси, страхування та нерухомість — 8,8 %.